# Boville Ernica
Boville Ernica ist eine italienische Gemeinde mit 8302 Einwohnern (Stand 31. Dezember 2023)in der Provinz Frosinone in der Region Latium und ist Mitglied der Vereinigung I borghi più belli d’Italia (Die schönsten Orte Italiens).

## Geographie
Boville Ernica liegt 98 km östlich von Rom und 17 km östlich von Frosinone. Es liegt auf einem Hügel in den Monti Ernici in der traditionsreichen Landschaft der Ciociaria. Es ist Mitglied der Comunità Montana Monti Ernici.

## Geschichte
Der Ursprung des Ortes liegt im frühen Mittelalter, als eine Rückzugssiedlung gegenüber den Plünderungszügen der Araber errichtet und im 13. Jahrhundert ausgebaut wurde. Seitdem unterstand er direkt der päpstlichen Herrschaft. Als bedeutendste Familie im Orte konnten die De Angelis von 1564 bis 1582 kurzzeitig eine Autonomie ihres Ortes verwirklichen; andere wichtige Familien waren die Simoncelli und die Filonardi. Am 28. Januar 1861 fand vor den Toren ein Gefecht zwischen piemontesischen und neapolitanischen Einheiten im Zusammenhang der Annexion des Königreichs Beider Sizilien durch den italienischen Nationalstaat statt. Bis zum Jahre 1907 hieß der Ort Bauco und wurde dann wegen der damaligen Rückbesinnung auf eine als rühmenswert angesehene Vergangenheit umbenannt, weil er als ein Teil des Siedlungsgebietes der Herniker angesehen wurde.

## Bevölkerungsentwicklung
| Jahr      | 1881 | 1901 | 1921 | 1936 | 1951 | 1971 | 1991 | 2001 | 2011 |
| --------- | ---- | ---- | ---- | ---- | ---- | ---- | ---- | ---- | ---- |
| Einwohner | 3622 | 4964 | 6220 | 7639 | 7873 | 8131 | 8773 | 8873 | 8799 |

Quelle ISTAT

## Politik
Piero Fabrizi (PD) wurde im April 2008 zum Bürgermeister gewählt und bei der Kommunalwahl am 26. und 27. Mai 2013 im Amt bestätigt. Seine linke Bürgerliste (Insieme per Crescere) stellt auch mit 7 von 10 Sitzen die Mehrheit im Gemeinderat. Er besiegte bei beiden Wahlen seinen Vorgänger Michele Rotondi.

## Partnergemeinden
- Markkleeberg in Deutschland
- Pierre-Bénite in Frankreich

## Sehenswürdigkeiten
In Boville Ernica sind folgende Sehenswürdigkeiten vorhanden:
- die Stadtmauer mit 18 Türmen als Beispiel mittelalterlicher Ortsbefestigungen;
- der Palazzo Simoncelli, heute Rathaus;
- der Palazzo De Angelis;
- die klassizistische Kirche S. Michele Arcangelo, entworfen vom römischen Architekten Josèphe Subleyras, mit zwei Gräbern der Familie De Angelis;
- das Castello Bulgarini;
- das Castello Filonardi mit einem Renaissancepalast von 1542 und der Kirche San Pietro Ispano: Hier befinden sich die Kapelle der Familie Simoncelli mit zwei Statuen von Andrea Bregno, ein Giotto zugeschriebenes Mosaik eines Engels am Hauptaltar, ein frühchristlicher Sarkophag mit Reliefs auf Kasten und zugehörigem Deckel und die Cappella Filonardi mit den zwei Grabmälern der Kardinäle Ennio und Filippo Filonardi.

## Söhne und Töchter des Ortes
- Ennio Filonardi (1496–1549), 1503–1538 Bischof von Veroli, 1534–1549 Kommandant der Engelsburg in Rom, 1512–1535 päpstlicher Beauftragter für Oberitalien als Nuntius in der Schweiz, 1546–1549 Kardinalbischof von Albano.
- Filippo Filonardi (1582–1622), 1608–1622 Bischof von Aquino, 1611–1622 Kardinalpriester von Santa Maria del Popolo.
- Mario Filonardi († 1644), 1624–1644 Erzbischof von Avignon, 1635–1643 Nuntius in Polen.
- Vincenzo Paglia (* 1945), Kurienerzbischof der römisch-katholischen Kirche.